# 연료 가스

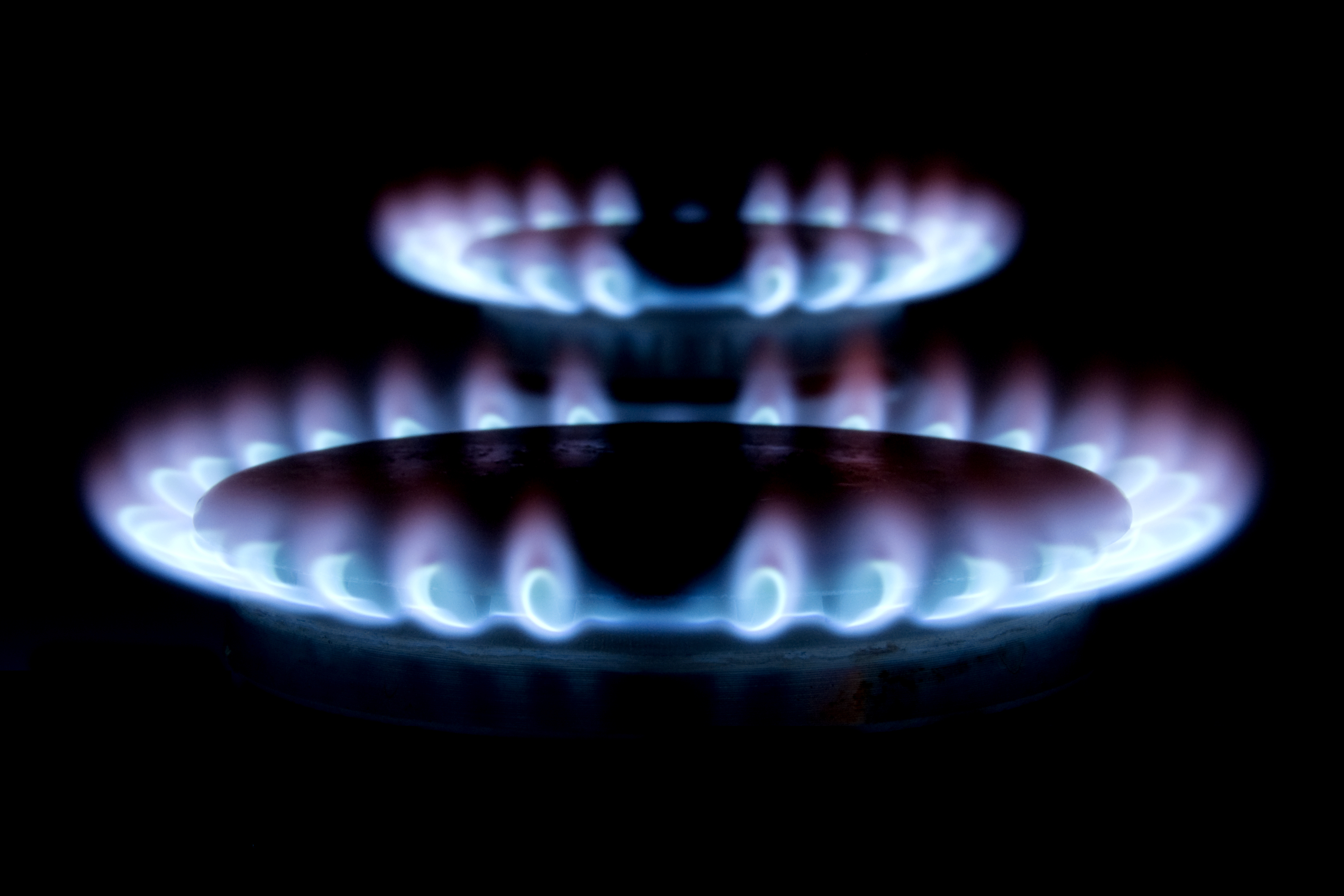
연료 가스 버너의 푸른 불꽃

연료 가스(燃料 gas, 영어: fuel gas)는 연료로 사용하는 기체를 통칭하는 말이다. 대표적으로 도시가스가 있다.